# Romániai Magyar Cserkészszövetség
A Romániai Magyar Cserkészszövetség (RMCSSZ) az erdélyi magyar kisebbség hivatalos cserkészszervezete.
Románia egyik legelsőnek bejegyzett ifjúságnevelő szervezete, 1990-ben alapították. Jelenleg (2020) több mint 2500 aktív taggal rendelkezik, akik 152 bejegyzett cserkészcsapatban fejtik ki tevékenységüket Erdély-szerte.

## Jövőkép
A magyar cserkészmozgalom célja és egyben az RMCSSZ jövőképe, hogy a társadalmat olyan életrevaló, elkötelezett, felelős, egészséges polgárok alkossák, akiknek fontos, hogy önmaguk folyamatos nevelése által az Isten felé növekedjenek.

## Küldetés (misszió)
Annak érdekében, hogy elérjük víziónkat, ifjúságnevelést végzünk 7 éves kortól minden korosztályban, sajátos, nem-formális módszerekkel, a helyi közösséggel együttműködve.
Ez alapján a misszió egy alternatív nevelés körül bontakozik ki, mely által az RMCSSZ szerepet vállal a társadalmi életben olyan módon, hogy annak fejlődését, értékközpontúságát elősegítse, megőrizze. Ennek érdekében a következőket tűzte ki céljául:
- A cserkészet megalapítójának, Robert Baden-Powellnak szellemében élni és munkálkodni.
- A tíz cserkésztörvény szellemében az Isten, haza és embertárs iránti szeretetre és tiszteletre nevelni, valláserkölcsi alapon.
- A magyarság történelmi és kulturális értékeinek védelme, ápolása és népszerűsítése.
- A cserkészmozgalom népszerűsítése és terjesztése.
- Tagjainak testi, lelki, szellemi és szociális képességeinek elősegítése.
- A társadalom számára felelős, példamutató és áldozatkész polgárok nevelése, az egyetemes emberi jogok tiszteletben tartása mellett.
- A természet és a környezet védelme.

## A cserkészet célja
A cserkészmozgalom célja, hogy a társadalmat olyan életrevaló, elkötelezett, felelős, egészséges polgárok alkossák, akiknek fontos, hogy önmaguk folyamatos nevelése által az Isten felé növekedjenek. Ennek eléréséért ifjúságnevelést végez önkéntesei által, illetve életmodellt nyújt. Mindezt saját nem-formális nevelési módszerével végzi. Ehhez elengedhetetlen a fiatalok lelki, szellemi és fizikai adottságainak, valamint szociális érzékének kifejlesztése. Elő kívánja segíteni, hogy a fiatalok jellemes egyéniségként a helyi közösségnek, a nemzetnek és az emberiségnek értékes és hasznos tagjai legyenek: "emberebb emberré, magyarabb magyarrá" váljanak. Fontos célja az erdélyi magyarság és a magyar nép kultúrájának és történelmi hagyományainak védelme és ápolása.
A cél ilyen megfogalmazása hangsúlyozza a mozgalom nevelő jellegét, ami a személyes képességek teljes kifejlesztését szándékozza megvalósítani. 
Természetesen a cserkészet csak egyike azon tényezőknek, melyek közrejátszanak a fiatalok fejlődésében. A cserkészet ezért nem jelentheti a család, az iskola, a vallási közösség és más társadalmi intézmények helyettesítését, hanem ezekkel együttműködve kell kifejtenie nevelő hatását.
A megfogalmazásból fontos kiemelni a felelős állampolgárrá nevelést is. Egy felelős állampolgárnak tisztában kell lennie azoknak a különböző közösségeket illető jogokkal és kötelességekkel, melyekhez tartozik. Ez összefügg a szociális érzékenységre és felelősségre való neveléssel. Felelős állampolgárként tudnia kell fellépnie azon értékrendért, melynek maga is elkötelezettje. Ezért meg kell ismernie azokat a lehetőségeket, melyekkel ezen értékrendet eredményesen képviselheti.
A megfogalmazásból egyértelműen kitűnik, hogy a cserkészet célja a fiataloknak, mint a nemzetközi közösség tagjainak felelősségtudatát is kifejleszteni. A cserkészet nem szolgálhat más népek és nemzetek ellen irányuló eszméket.

## Az erdélyi magyar cserkészet története
Erdélyben az első cserkészcsapat 1911-ben alakult meg Székelyudvarhelyen, a Református Kollégiumban, Z. Sebess József testnevelő tanár vezetésével. Három év múlva már 84 cserkésszel tevékenykedett a csapat. Közben újabb csapatok szerveződtek a székelyudvarhelyi főreáliskolában, a marosvásárhelyi Református Kollégiumban, a kolozsvári Református Kollégiumban, a gyulafehérvári gróf Majláth Gusztáv római katolikus főgimnáziumban is. Az első világháború szétzilálta e kezdeményezéseket.
Trianon után 1922–23-ban a magyar cserkészet újraindult Erdélyben, a szervezeti működés a román cserkészet keretei között folyt. 1929-ben megtartják az I. világháború utáni első romániai kongresszust, Bukarestben sor kerül a második országos nagytáborra.
1938 februárjában II. Károly román király, aki korábban szintén cserkész volt,  hatályon kívül helyezte az alkotmányt, betiltott minden demokratikus pártot, szervezetet, köztük az „angolbarát” cserkészetet is.
Észak-Erdély 1940-ben történt visszacsatolása után a háború végéig a cserkészet ismét zavartalanul működhetett a Magyar Cserkészszövetség részeként.
1948-ban a kommunista hatóságok betiltották a cserkészetet.
A hangváltást csak 1989 decembere hozta el. 1990 februárjában Székelyudvarhelyen, majd Kolozsváron alakult magyar cserkészcsapat. Csíkszeredában 1990. február 20-án alakult újra a romániai magyar cserkészet Tankó Albert és az öregcserkészek vezetésével. 1990. május 15. és 24. között összehívták Gyergyószárhegyre a Romániai Magyar Cserkészszövetség alapító közgyűlését, első elnöke Eigel Ernő, a Márton Áron Gimnázium igazgatója lett, majd 17 éven keresztül Gaál Sándor. Ezzel útját vette a szövetség évről évre történő fejlődése, melynek egyik eredmény, hogy 1995 tavaszán Gyergyószárhegyen több mint 1000 romániai magyar cserkész vesz részt a jubileumi ünnepségen.
Jelen pillanatban az RMCSSZ az egyik legnagyobb magyar ifjúsági szervezet Erdélyben. Tevékenységei cserkészkörzetekben, cserkészcsapatokban, illetve azon belül őrsökben zajlanak, melyek minden korosztály számára nyitottak.  2011-ben a Romániai Magyar Cserkészszövetség 1066 tagságdíjfizető és közel 1000 próbaidős cserkészt számlált az alábbi korosztályi felosztás szerint:

A magyar és a román cserkészszövetség közti viszony problematikus volt, a 90-es években pereskedésre is sor került. A gyakorlatban a magyar és a román cserkészet külön tevékenykedik, és ezt de facto a WOSM is elfogadja, mindazonáltal az országban csak egy cserkészszervezetet ismer el. Ezért 1995-öt követően egy hallgatólagos megállapodás jött létre az együttélésre vonatkozóan, amely működőképes modus vivendi-nek bizonyult.
A Romániai Magyar Cserkészszövetség tagja a Magyar Cserkészek Nemzetközi Fórumának is, és szoros szálak fűzik a Magyar Cserkészszövetséghez.